# Comté de Davidson (Tennessee)
Pour les articles homonymes, voir Comté de Davidson.
Le comté de Davidson est un comté de l'État du Tennessee aux États-Unis.
En 1963, le comté de Davidson et la municipalité de Nashville fusionnent pour former le gouvernement métropolitain de Nashville et du comté de Davidson (en anglais : Metropolitan Government of Nashville and Davidson County). Malgré cela, six municipalités continuent d'avoir un gouvernement propre au sein du comté : Belle Meade, Berry Hill, Forest Hills, Goodlettsville, Lakewood et Oak Hill.

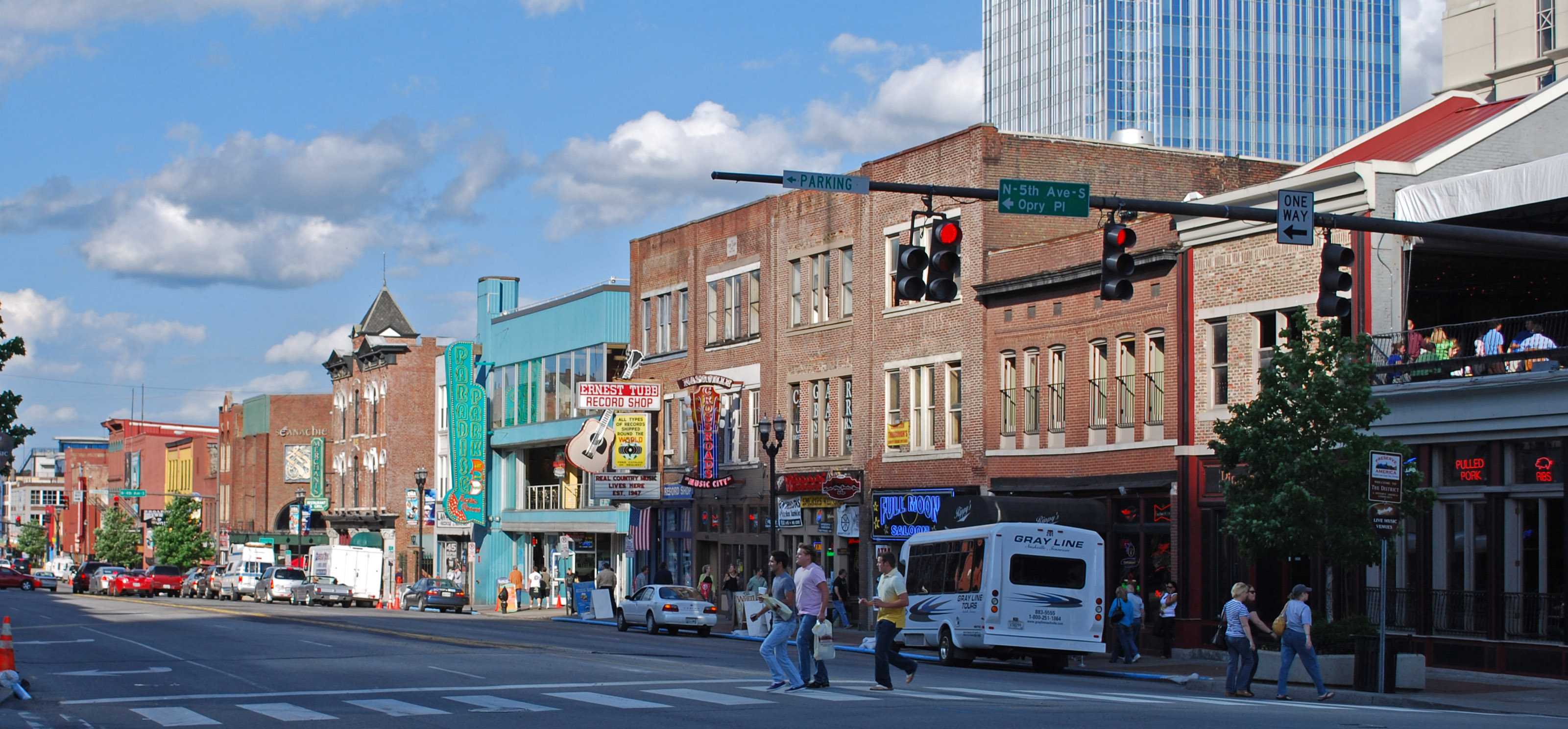
District historique de Broadway à Nashville.
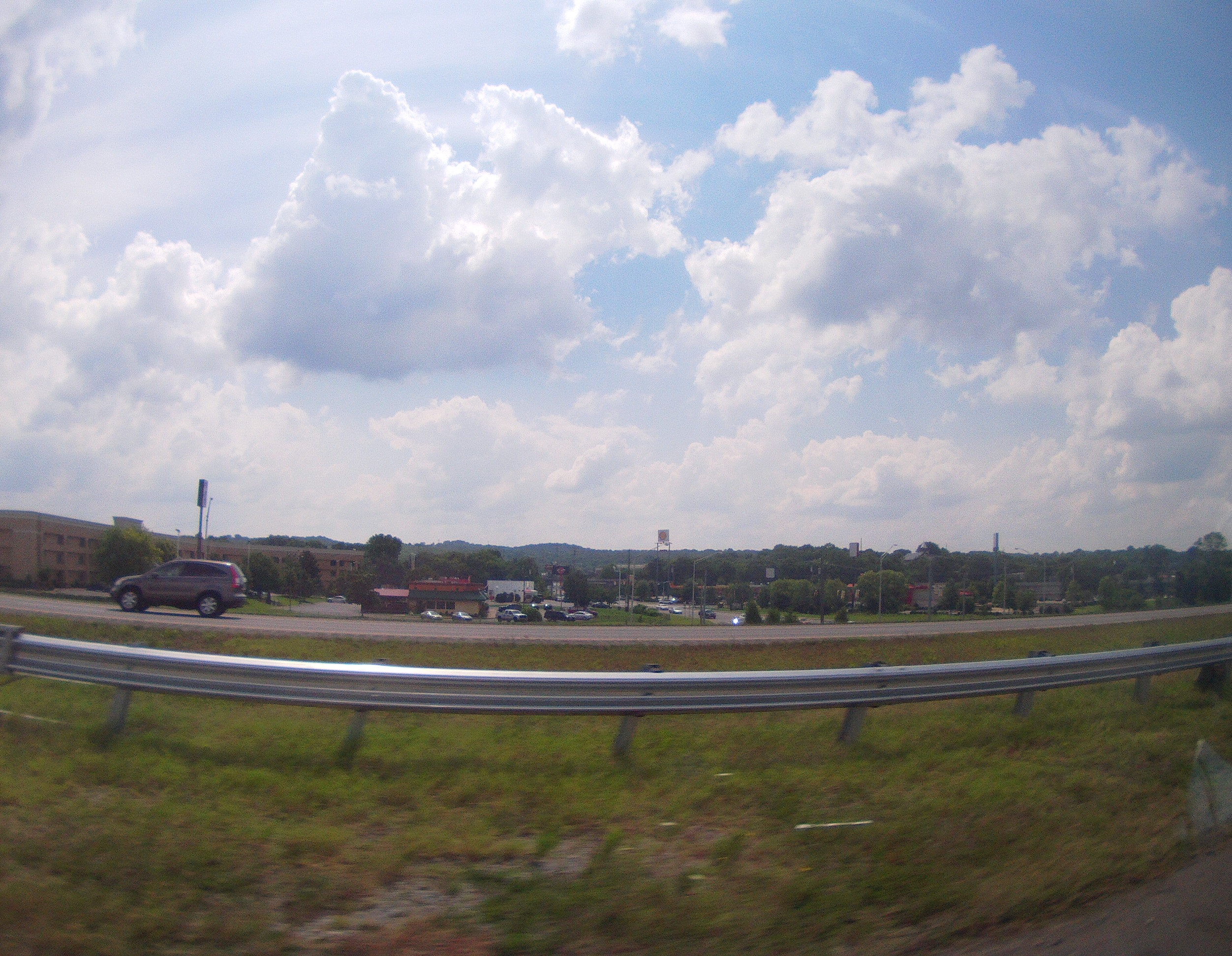
Goodlettsville.
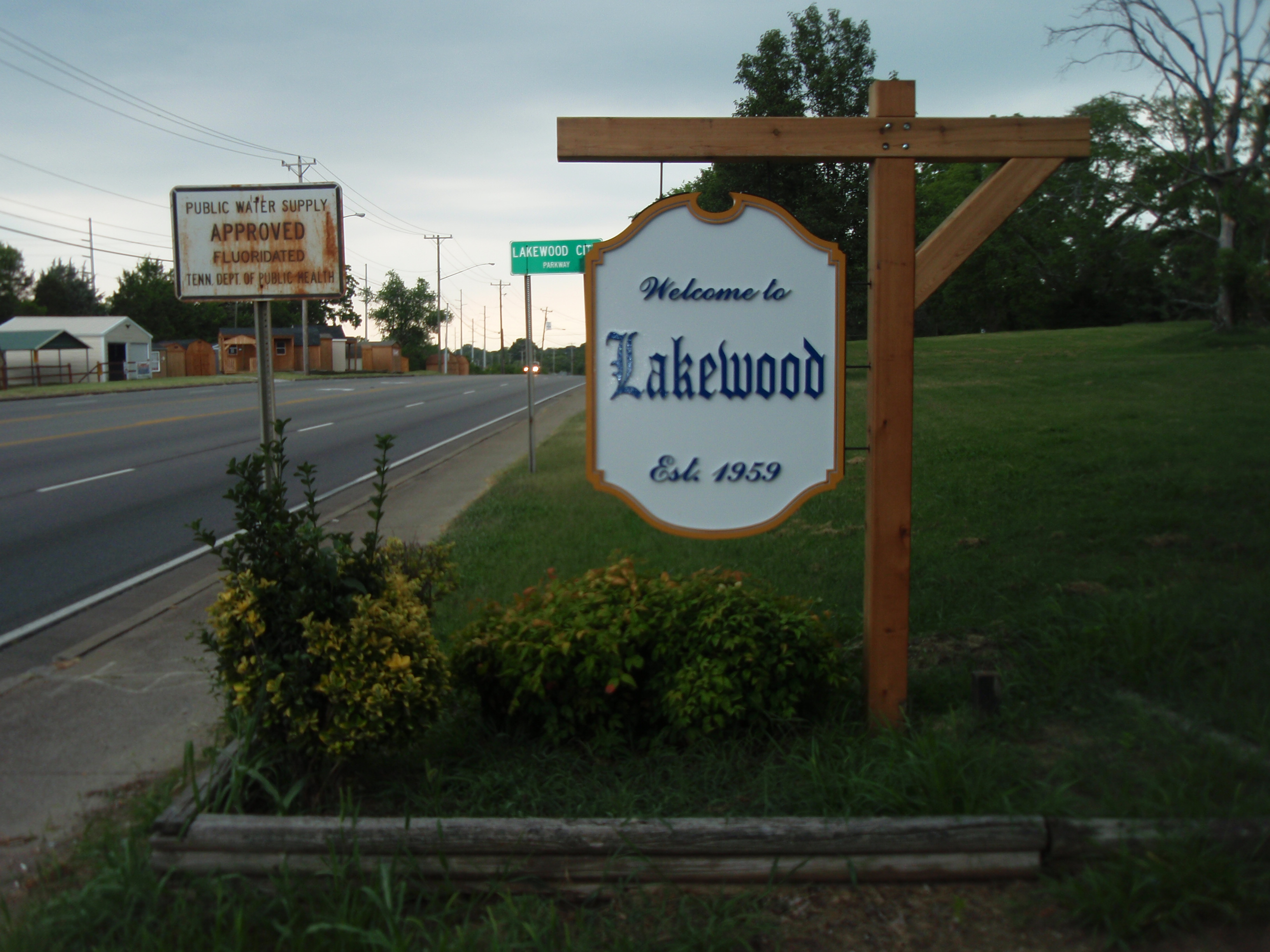
Panneau d'entrée de Lakewood.